# Beverley (Australie-Occidentale)
Pour l’article homonyme, voir Beverley.
Beverley (848 habitants) est un village situé dans la Wheatbelt en Australie-Occidentale, à 133 kilomètres au sud-est de Perth entre York et Brookton sur la Great Southern Highway.